# Protection Island
Protection Island är en ö i Kanada.   Den ligger i Regional District of Nanaimo och provinsen British Columbia, i den sydvästra delen av landet, 3 600 km väster om huvudstaden Ottawa. Arean är 0,75 kvadratkilometer.
Terrängen på Protection Island är mycket platt. Den sträcker sig 1,4 kilometer i nord-sydlig riktning, och 0,8 kilometer i öst-västlig riktning.
Runt Protection Island är det tätbefolkat, med 397 invånare per kvadratkilometer.